# Tawla

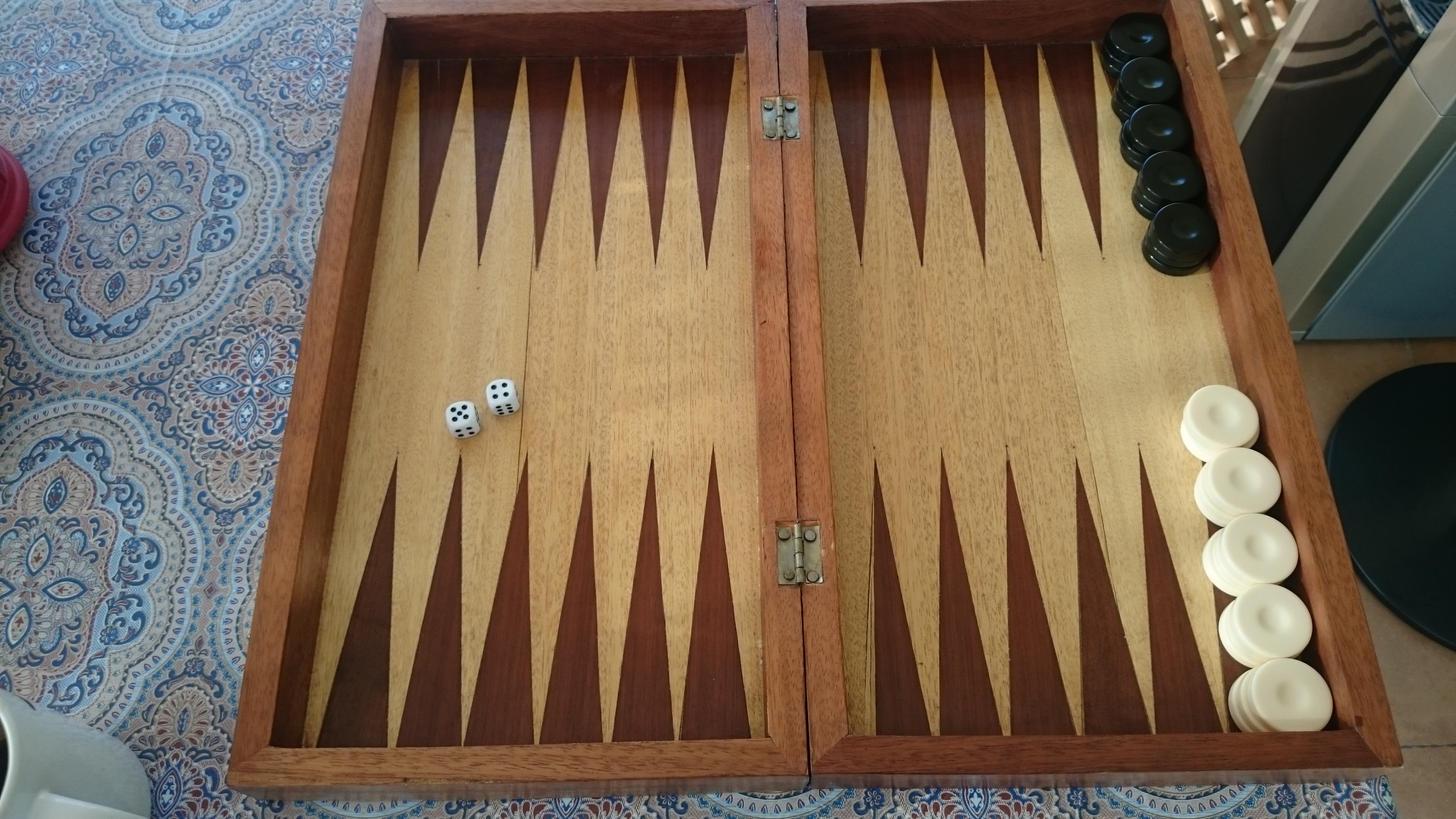
Spelplan för Tawla med spelpjäserna i startsposition.

Tawla, är en variant av det svenska spelet bräde och spelas i bland annat Egypten och Mellanöstern. Spelformen skiljer sig från svenskt bräde bland annat genom en annorlunda startposition av pjäserna samt att man fångar in motståndarens pjäser istället för att slå ut dem. 
Gemensamt för alla spel i denna familj är att de spelas av två spelare på en spelplan, bräde, som består av 24 triangulära kilar, 12 på varje sida av spelplanen, samt 15 brickor (spelpjäser) för vardera spelare och två tärningar. Spelaren på tur slår tärningarna och förflyttar sina brickor det antal kilar som tärningarna visar, därefter är det nästa spelares tur att slå tärningarna samt flytta sina brickor. 
Spelarna turas om att slå tärningarna och flytta, spelet går ut på att spela "hem" sina spelpjäser före motståndaren.

## Bakgrund
Det forntida Egypten spelade ett spel med namnet Senet, ett "snabbhets-spel" som tillhör samma familj som dagens moderna brädspel där brickorna flyttas efter det antal ögon som tärningarna visar. I Mesopotamien spelades liknande spel redan på 3000-talet f.Kr. Tabula, ett spel som spelades i det Romerska riket anses vara den direkta föregångaren till det moderna spelen backgammon och bräde. 

## Spelsätt
Tawla spelas på ett bräde, oftast i en hopfällbar låda på vars botten tolv triangulära fält, så kallade kilar eller tungor, är markerade efter vardera långsidan. I mitten av långsidan finns det en ribba som delar upp brädet i grupper om 6 kilar som benämns kvarter.
Tawla kan spelas i ett antal varianter varav det vanligaste benämns Mahbusa som betyder fångad på arabiska och syftar till spelet idé att fånga in och därmed låsa fast motståndarens brickor. I vissa länder går spelet under benämningen Plakoto eller Tapa. 
Två spelare placerade på var sin långsida har vardera 15 brickor, den ena har vita och den andra har svarta brickor. 
Den första spelaren placerar sina 15 brickor på kilen längst till höger på den motsatta sidan av spelplanen (kil nummer 1). Startposition för motståndarens brickors är också på dennes motsatta sida men på kilen längst till vänster (kil nummer 24). Därmed flyttar den ena spelaren sina brickor medurs och den andre moturs (som i backgammon). Band bildas såsom i svenskt bräde genom att ha två eller flera egna brickor på samma kil, men band kan bildas över hela spelplanen. En annan skillnad är att motståndarens brickor inte slås ut utan istället "fångas", ligger exempelvis en ensam vit bricka (så kallad "blotta") på en kil dit svart flyttar, blir vit fångad och den svart brickan placeras ovanför den fångade vita. Därmed har svart bildat ett band och vit kan inte flytta den fångade vita brickan förrän svart har flyttat sin sista svarta bricka från kilen. Brickor kan enbart flyttas till en tom kil, en kil där motståndaren har en blotta (ensam bricka) eller eget band.
Spelet går ut på att flytta samtliga egna brickor runt bordet, tillbaka till "hem" innan motståndaren lyckats flytta hem samtliga sina brickor. Spelarna slår varsin tärning för att avgöra vem som skall börja, den som slår högst tärning börjar. Den spelare som börjar slår båda tärningarna och flyttar sina brickor samma antal steg som tärningarna visar. Visar tärningarna en femma och en trea (5-3) skall spelaren flytta en eller två av sina brickor sammanlagt åtta steg, antingen tre steg med en bricka samt fem steg med en annan bricka eller tre plus fem steg med en och samma bricka. Flyttas en och samma bricka flera steg i samma tärningskast måste brickan flyttas som två delsteg, det vill säga, om tärningarna visar (6-4) måste brickan antingen först flyttas fyra och därefter sex steg, eller först sex och därefter fyra steg. När spelaren flyttat sina brickor går turen över till motståndaren som i sin tur slår tärningarna och flyttar sina brickor det antal steg som tärningarna visar.
Man får inte flytta en bricka till en kil där motståndaren bildat band. Hade till exempel vit "bildat band", det vill säga haft minst två brickor på fältet dit svart kunnat gå, hade det varit upptaget, och svart måste välja en annan möjlig flyttning. Band skyddar alltså mot utslagning och kan bildas över hela spelplanen.
Vid dubbelslag, två lika tärningar, flyttas dubbelt antal steg. Visar tärningarna 2-2 ska fyra 2:or flyttas. 

### Hemspel
En spelare får inte börja spela hem sina brickor förrän spelaren samlat alla sina 15 brickor i det fjärde kvarteret. Spelet fortgår tills alla brickor spelats "hem" från fjärde kvarteret till en tänkt 25:e kil utanför spelbrädet. En bricka spelas hem från den fjärde kvarteret om tärningen visar det antal slag som krävs för att flyyta brickan till den 25:e kilen. Om man inte har någon pjäs på den ruta som representeras av tärningen, får man plocka ut pjäser som står längre fram på spelplanen (om man får en 6:a och bara har spelpjäs på ruta 3, får man plocka ut pjäsen). Förutsättningen för att man ska få plocka ut pjäser som inte representeras av tärningen, är att man inte har någon pjäs på högre ruta än tärningen visar.